# 蒙布通
蒙布通（法語：Montbouton，法語發音：[mɔ̃butɔ̃]）是法国勃艮第-弗朗什-孔泰大区贝尔福地区省的一个市镇，属于贝尔福区。

## 地理
蒙布通（47°28'22"N, 6°55'9"E）面积2.81 平方千米，位于法国勃艮第-弗朗什-孔泰大區贝尔福地区省，该省份为法国东北部内陆省份，东临上莱茵省，北起孚日省，西接上索恩省，南与杜省和瑞士接壤。
与蒙布通接壤的市镇（或旧市镇、城区）包括：博库尔、达勒、旺东库尔、克鲁瓦、圣迪济耶莱韦克。

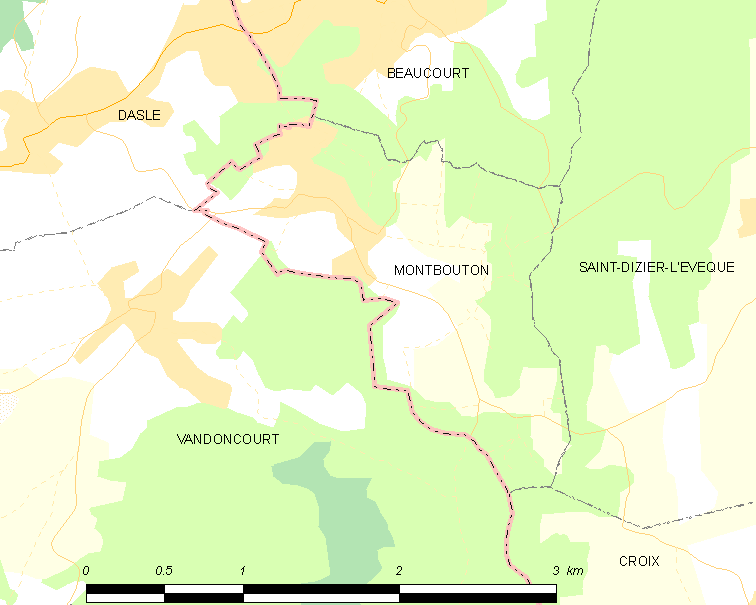
蒙布通的OSM定位图

蒙布通的时区为UTC+01:00、UTC+02:00（夏令时）。

## 行政
蒙布通的邮政编码为90500，INSEE市镇编码为90070。

## 政治
蒙布通所属的省级选区为代勒县。

## 人口

1962-2008年间蒙布通人口变化图示

蒙布通于2022年1月1日时的人口数量为425人。